# Sénat Wegner
Ville-Land de Berlin
Giffey 
Le sénat Wegner (en allemand : Senat Wegner) est le gouvernement de la ville-Land de Berlin depuis le 27 avril 2023, sous la 19e législature de la Chambre des députés.
Il est dirigé par le chrétien-démocrate Kai Wegner, vainqueur à la majorité relative des élections régionales, et repose sur une coalition entre l'Union chrétienne-démocrate et le Parti social-démocrate. Il succède au sénat de Franziska Giffey, constitué d'une coalition rouge-rouge-verte.

## Historique du mandat
Ce gouvernement est dirigé par le nouveau bourgmestre-gouverneur chrétien-démocrate Kai Wegner. Il est constitué et soutenu par une « grande coalition » entre l'Union chrétienne-démocrate d'Allemagne (CDU) et le Parti social-démocrate d'Allemagne (SPD). Ensemble, ils disposent de 86 députés sur 159, soit 54,1 % des sièges de la Chambre des députés.
Il est formé à la suite des élections régionales du 12 février 2023.
Il succède donc au sénat de Franziska Giffey, constitué et soutenu par une « coalition rouge-rouge-verte » entre le Parti social-démocrate, l'Alliance 90/Les Verts et Die Linke.

### Formation
Lors des élections, l'Union chrétienne-démocrate arrive en tête du scrutin, pour la première fois depuis 1999, tandis que le Parti social-démocrate signe son plus mauvais résultat depuis 1945,.
Comme l'affirmait Der Tagesspiegel la veille, la direction du SPD se prononce majoritairement, le 1er mars, en faveur de l'ouverture de négociations avec la CDU. Celle-ci prend une décision identique dès le lendemain. Le contrat de coalition est présenté un mois plus tard, le 2 avril.
Après que les adhérents sociaux-démocrates ont ratifié l'entente avec les chrétiens-démocrates par 54,3 % des voix lors d'un référendum interne clos le 23 avril, Kai Wegner est élu bourgmestre-gouverneur par la Chambre des députés le 27 avril. Il l'emporte au troisième tour du scrutin, ayant subi aux deux premiers tours des défections parmi ses alliés qui l'ont empêché d'atteindre la majorité absolue aux deux premiers tours.

## Composition
| Poste | Titulaire | Titulaire                                                                                           | Parti      |
| --- | --------- | --------------------------------------------------------------------------------------------------- | ---------- |
| Bourgmestre-gouverneur |           | Kai Wegner                                                                                          | CDU        |
| Bourgmestre Sénatrice à l'Économie, à l'Énergie et aux Entreprises                                                                |           | Franziska Giffey                                                                                    | SPD        |
| Bourgmestre Sénateur aux Finances                                                                                                 |           | Stefan Evers                                                                                        | CDU        |
| Sénateur à la Culture et à la Cohésion sociale                                                                                    |           | Joe Chialo                                                                                          | CDU        |
| Sénateur au Développement urbain, aux Travaux publics et au Logement                                                              |           | Christian Gaebler                                                                                   | SPD        |
| Sénateur à l'Intérieur et aux Sports                                                                                              |           | Iris Spranger                                                                                       | SPD        |
| Sénateur à l'Éducation, à la Jeunesse et à la Famille                                                                             |           | Katharina Günther-Wünsch                                                                            | CDU        |
| Sénateur à la Science, à la Santé et aux Soins                                                                                    |           | Ina Czyborra                                                                                        | SPD        |
| Sénateur au Travail, aux Affaires sociales, à l'Égalité, à l'Intégration, à la Diversité et à la Lutte contre les discriminations |           | Cansel Kiziltepe                                                                                    | SPD        |
| Sénateur à la Mobilité, aux Transports, au Climat et à l'Environnement                                                            |           | Manja Schreiner (jusqu'au 30/04/2024) Stefan Evers (par intérim) Ute Bonde (à partir du 23/05/2024) | CDU        |
| Sénateur à la Justice et à la Consommation                                                                                        |           | Felor Badenberg                                                                                     | Sans (CDU) |